# مارکو تورس
مارکو تورس (به انگلیسی: Marco Torrès) ژیمناست زادهٔ ۲۲ ژانویهٔ ۱۸۸۸ میلادی اهل کشور فرانسه است.